# البورون ثلاثي فلوريد الأثير
البورون ثلاثي فلوريد الأثير هو مركب كيميائي مع الصيغة BF3O (C2H5)2 ، وغالبًا ما يتم اختصاره بـ BF3 OEt 2. هو سائل عديم اللون، رغم أن العينات القديمة قد تظهر بنية اللون. يستخدم المركب كمصدر لثاني فلوريد البورون في العديد من التفاعلات الكيميائية التي تتطلب حمض لويس.  يضم المجمع البورون رباعي السطوح المنسق مع يجند ديثيثيل. من المعروف أن العديد من نظائرها، بما في ذلك مجمع الميثانول. 

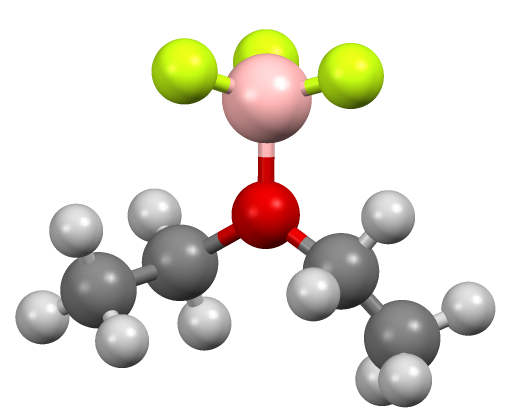
هيكل الأثير من BF3.
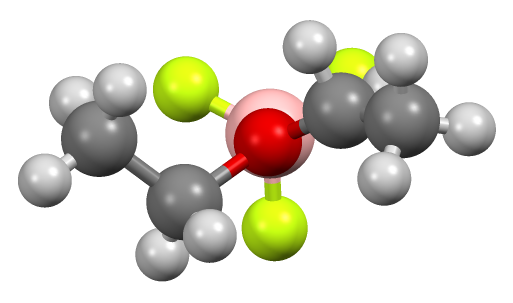
هيكل الأثير من BF3.